# Bansud
Bansud ist eine philippinische Stadtgemeinde in der Provinz Oriental Mindoro. Sie hat 40.992 Einwohner (Zensus 1. August 2015). In der Gemeinde befindet sich ein Campus der Polytechnic University of the Philippines.

## Baranggays
Bansud ist administrativ in 13 Baranggays unterteilt.
- Alcadesma
- Bato
- Conrazon
- Malo
- Manihala
- Pag-asa
- Poblacion
- Proper Bansud
- Rosacara
- Salcedo
- Sumagui
- Proper Tiguisan
- Villa Pag-Asa